# 昭化龍門書院
昭化龍門書院位於四川省廣元市昭化区昭化古城相府街，始建于清乾隆三年。昭化龍門書院于2007年6月1日公佈為四川省第七批文物保護單位。